# Koether Inlet
Koether Inlet är en vik i Antarktis. Den ligger i Västantarktis. Inget land gör anspråk på området.